# حزب اتحاد بزرگ
حزب اتحاد بزرگ (به ترکی: Büyük Birlik Partisi, BBP، به انگلیسی: The Great Unity Party) یک حزب اسلام‌گرا و ناسیونالیست راست افراطی در کشور ترکیه است. این حزب در ۲۹ ژانویهٔ ۱۹۹۳ تأسیس شده‌است. گفته شده که حزب اتحاد بزرگ به سازمان گرگ‌های خاکستری وابسته است و به گرایش کانون‌های آلپرن (آلپرن اوجاقلاری) نزدیکی دارد که بر اساس ترکیبی از ناسیونالیسم فرهنگی و اسلام‌گرایی عمل کرده و خود را از حزب وظیفهٔ ملی (م.چ.پ) جدا می‌کند که از ژوئیهٔ ۱۹۹۲ به حزب حرکت ملی (م.هـ.پ) تغییر نام داده‌است.
حزب اتحاد بزرگ تنها از طریق ائتلاف با احزاب بزرگ‌تر امکان راه یافتن به پارلمان ترکیه را پیدا کرده‌است. حزب در انتخابات سراسری ترکیه در سال ۲۰۰۲ توانست ۱/۱ درصد از آرا را به دست بیاورد اما صاحب هیچ کرسی‌ای در پارلمان نشد. در انتخابات سراسری ترکیه در سال ۲۰۰۷ نیز محسن یازیجی‌اوغلو از این حزب توانست به عنوان نامزد مستقل به مجلس راه بیابد. در انتخابات محلی ترکیه در سال ۲۰۰۹ کاندیدای حزب اتحاد بزرگ به عنوان شهردار سیواس انتخاب شد.